# Трансваал
Трансваал (на африкаанс: Transvaal означава отвъд река Ваал) е територия в североизточната част на ЮАР между реките Ваал и Лимпопо. Първоначано част от бурската Южноафриканска република, след Втората англо-бурска война (1899 – 1902) се превръща в Колония Трансваал и е една от първите провинции на Южноафриканския съюз, със столица Претория в периода 1910 – 1994 г. Обхващала е площ от 283,9 хил.км2. Днес на територията на бившата провинция са разположени няколко от съвременните провинции на ЮАР: Мпумаланга, Лимпопо и Гаутенг, а също и част от Северозападната провинция. Планински платовиден релеф. Богата е на полезни изкопаеми: злато, диаманти, уран, платина и др. Субтропичен климат на юг и тропичен на север. Главните реки са Лимпопо и Ваал. Преобладава степно-храстова растителност. Най-развитата в стопанско отношение част от страната. Развити са миннодобивната, металургичната, металообработващата, текстилната, хранителната, военната промишленост. Развити са зърнопроизводството и месо-млечното животновъдство (овцевъдство). Добре развит транспорт. По-важните градове са: Йоханесбург, Претория, Джермистън, Спринго и др.